# Tournoi de clôture du championnat du Salvador de football 2020
Navigation
Saison précédente Saison suivante
Le Tournoi Clausura 2020 est le quarante-quatrième tournoi saisonnier disputé au Salvador.
C'est cependant la 91e fois que le titre de champion du Salvador est remis en jeu.
Lors de ce tournoi, l'Alianza FC va tenter de conserver son titre de champion du Salvador face aux onze meilleurs clubs salvadoriens. Chacun des douze clubs participant est confronté deux fois aux onze autres équipes. Puis les huit meilleurs s'affronteront lors d'une phase finale à la fin du tournoi. Au moins une place est qualificative pour la Ligue de la CONCACAF.
À l'issue d'un tournoi prématurément arrêté, aucun champion n'est déclaré et les trois places qualificatives à la Ligue de la CONCACAF de la saison sont attribuées aux trois meilleures équipes au classement général, tout tournoi confondu.

## Contexte d'exception
Comme la quasi-totalité des championnats nationaux à travers le monde, la Primera División est suspendue le 13 mars 2020 en raison de la pandémie de Covid-19. Cette décision actée par la Fédération du Salvador de football concerne également la Segunda División et la Tercera División et s'applique jusqu'au 18 avril 2020, au minimum.
Le 20 mars suivant, une décision majeure est prise avec l'arrêt définitif de la saison. La première équipe au classement, Once Deportivo, est alors déclarée championne après seulement onze journées de championnat. L'Alianza FC, couronné lors du tournoi Apertura 2019, et son finaliste, le CD FAS, sont qualifiés pour la Ligue de la CONCACAF 2020, tout comme Once Deportivo. Le Jocoro FC (en), dernier au classement cumulé des tournois Apertura 2019 et Clausura 2020 est contraint de disputer une rencontre de repêchage face à Platense, vainqueur du tournoi Apertura 2019 de Segunda División.
À travers le monde, le championnat du Salvador est l'un des premiers à mettre un arrêt définitif à sa saison.
Mais cette précipitation mène à des troubles après l'arrêt du tournoi. En effet, le Once Deportivo initialement déclaré champion se voit retirer son titre le 29 avril. Et c'est encore un mois plus tard, le 29 mai que la troisième place qualificative à la Ligue de la CONCACAF 2020 est attribuée au CD Municipal Limeño.

## Les douze équipes participantes
Ce tableau présente les douze équipes qualifiées pour disputer le championnat 2019-2020. On y trouve le nom des clubs, le nom des stades dans lesquels ils évoluent ainsi que la capacité et la localisation de ces derniers.
| Club                | Stade                        | Capacité | Ville              |
| CD Águila           | Stade Juan Francisco Barraza | 10 000   | San Miguel         |
| Alianza FC          | Stade Jorge González         | 35 000   | San Salvador       |
| CD Chalatenango     | Stade José Gregorio Martínez | 15 000   | Chalatenango       |
| CD El Vencedor (en) | Stade José Germán Rivas      | 1 000    | Santa Elena        |
| Club Deportivo FAS  | Stade Oscar Quiteño          | 15 000   | Santa Ana          |
| Independiente       | Stade Jiboa                  | 2 000    | San Vicente        |
| AD Isidro-Metapan   | Stade Jorge Calero Suárez    | 8 000    | Metapán            |
| Jocoro FC (en)      | Complexe Tierra de Fuego     | 15 000   | Jocoro             |
| CD Municipal Limeño | Stade Jose Ramon Flores      | 5 000    | Santa Rosa de Lima |
| Once Deportivo      | Stade Arturo Simeón Magaña   | 4 000    | Ahuachapán         |
| Santa Tecla FC      | Stade Las Delicias           | 3 000    | Santa Tecla        |
| CD Sonsonate        | Stade Anna Mercedes Campos   | 8 000    | Sonsonate          |

| \| Águila Jocoro Alianza FAS Isidro-Metapan Santa Tecla Chalatenango Sonsonate Limeño Independiente El Vencedor Once Deportivo \| Localisation des clubs. |
| Águila Jocoro Alianza FAS Isidro-Metapan Santa Tecla Chalatenango Sonsonate Limeño Independiente El Vencedor Once Deportivo                               |

## Compétition
Le tournoi Clausura se déroule de la même façon que les tournois des championnats précédents, en deux phases :
- La phase de qualification : les vingt-deux journées de championnat.
- La phase finale : les matchs aller-retour allant des quarts de finale.

### Phase de qualification
Lors de la phase de qualification les douze équipes affrontent à deux reprises les onze autres équipes selon un calendrier tiré aléatoirement.
La phase finale initialement prévue est censée mettre aux prises les deux meilleures équipes qui sont qualifiées pour les demi-finales tandis que les quatre équipes suivantes au classement sont qualifiées pour les quarts-de-finale.
Le classement est établi sur le barème de points classique (victoire à 3 points, match nul à 1, défaite à 0).
Le départage final se fait selon les critères suivants :
- Le nombre de points.
- La différence de buts générale.
- Le nombre de buts marqué.

Le classement ci-dessous est figé le 13 mars 2020, date de suspension du championnat, quelques jours après la onzième journée. Après avoir terminé le tournoi Apertura 2019 à la dernière place, Once Deportivo remporte ce tournoi Clausura écourté.
| Rang | Équipe              | Pts | J  | G | N | P | Bp | Bc | Diff |
| ---- | ------------------- | --- | -- | - | - | - | -- | -- | ---- |
| 1    | Once Deportivo      | 20  | 11 | 6 | 2 | 3 | 12 | 7  | +5   |
| 2    | CD El Vencedor P    | 19  | 11 | 5 | 4 | 2 | 13 | 8  | +5   |
| 3    | Alianza FC T        | 16  | 11 | 4 | 4 | 3 | 15 | 13 | +2   |
| 4    | Independiente       | 15  | 11 | 3 | 6 | 2 | 8  | 8  | 0    |
| 5    | CD FAS              | 15  | 11 | 5 | 0 | 6 | 8  | 9  | -1   |
| 6    | AD Isidro-Metapan   | 15  | 11 | 4 | 3 | 4 | 5  | 7  | -2   |
| 7    | CD Municipal Limeño | 14  | 11 | 3 | 5 | 3 | 15 | 12 | +3   |
| 8    | CD Águila           | 14  | 11 | 3 | 5 | 3 | 5  | 6  | -1   |
| 9    | Jocoro FC           | 13  | 11 | 3 | 4 | 4 | 20 | 19 | +1   |
| 10   | Santa Tecla FC      | 11  | 11 | 2 | 5 | 4 | 11 | 13 | -2   |
| 11   | CD Sonsonate        | 11  | 11 | 2 | 5 | 4 | 12 | 17 | -5   |
| 12   | CD Chalatenango     | 11  | 11 | 2 | 5 | 4 | 8  | 13 | -5   |

| Légende : Qualifications et relégations | Légende : Qualifications et relégations          |
| --------------------------------------- | ------------------------------------------------ |
|                                         | T Tenant du titre P Promu de la saison 2018-2019 |

| Résultats (▼dom., ►ext.)                                   | Agu | Ali | Ind | Cha | FAS | Ven | Isi | Joc | Lim | Onc | San | Son |
| CD Águila                                                  |     | -   | 0-0 | -   | 1-0 | 1-1 | -   | 1-0 | -   | -   | 1-0 | 1-1 |
| Alianza FC                                                 | 1-0 |     | 0-1 | -   | 2-0 | -   | -   | 1-2 | -   | -   | -   | 2-2 |
| Independiente                                              | -   | -   |     | -   | -   | 0-0 | -   | 2-2 | 1-1 | 1-0 | -   | 1-1 |
| CD Chalatenango                                            | 0-0 | 3-1 | 0-0 |     | 1-0 | -   | 0-0 | -   | -   | -   | -   | -   |
| CD FAS                                                     | -   | -   | 2-1 | -   |     | 0-1 | -   | 2-1 | -   | 0-1 | 2-0 | 0-1 |
| CD El Vencedor                                             | -   | 1-2 | -   | 1-0 | -   |     | 2-0 | -   | 1-1 | 0-1 | 1-1 | -   |
| AD Isidro-Metapan                                          | 1-0 | 1-3 | 0-1 | -   | 0-1 | -   |     | -   | -   | -   | -   | 1-0 |
| Jocoro FC                                                  | -   | -   | -   | 4-1 | -   | 2-3 | 0-0 |     | 2-2 | 3-2 | -   | -   |
| CD Municipal Limeño                                        | 2-0 | 2-2 | -   | 1-1 | 0-1 | -   | 0-1 | -   |     | -   | 2-1 | -   |
| Once Deportivo                                             | 0-0 | 0-0 | -   | 3-0 | -   | -   | 0-1 | -   | 2-1 |     | 1-0 | -   |
| Santa Tecla FC                                             | -   | 1-1 | 2-0 | 2-1 | -   | -   | 0-0 | 2-2 | -   | -   |     | 2-2 |
| CD Sonsonate                                               | -   | -   | -   | 1-1 | -   | 0-2 | -   | 3-2 | 0-3 | 1-2 | -   |     |
| - Victoire à domicile - Match nul - Victoire à l'extérieur |     |     |     |     |     |     |     |     |     |     |     |     |

### La phase finale
Les six équipes qualifiées sont réparties dans le tableau final d'après leur classement général, les deux premiers étant directement qualifiées pour les demi-finales, le troisième affronte le sixième tandis que le quatrième est opposé au cinquième. L'équipe la moins bien classée accueille lors du match aller et la meilleure lors du match retour.
En cas d'égalité lors des deux premiers tours, c'est l'équipe la mieux classée qui se qualifie. Par contre lors de la finale, si les deux équipes sont à égalité sur la somme des deux matchs des prolongations puis une séance de tirs au but ont lieu.
En raison de la pandémie de Covid-19, la phase finale est annulée le 20 mars 2020.

### Classement cumulé
| Rang | Équipe              | Pts | J  | G  | N  | P  | Bp | Bc | Diff |
| ---- | ------------------- | --- | -- | -- | -- | -- | -- | -- | ---- |
| 1    | Alianza FC C        | 64  | 33 | 18 | 10 | 4  | 53 | 31 | +22  |
| 2    | CD FAS              | 52  | 33 | 15 | 7  | 11 | 46 | 34 | +12  |
| 3    | CD Águila           | 49  | 33 | 13 | 10 | 10 | 48 | 41 | +7   |
| 4    | CD El Vencedor P    | 48  | 33 | 12 | 12 | 9  | 44 | 36 | +8   |
| 5    | CD Municipal Limeño | 46  | 33 | 12 | 10 | 11 | 29 | 29 | 0    |
| 6    | CD Sonsonate        | 46  | 33 | 12 | 10 | 11 | 45 | 54 | -9   |
| 7    | AD Isidro-Metapan   | 44  | 33 | 11 | 11 | 11 | 33 | 36 | -3   |
| 8    | Santa Tecla FC      | 42  | 33 | 10 | 12 | 11 | 44 | 39 | +5   |
| 9    | CD Chalatenango     | 39  | 33 | 9  | 12 | 12 | 42 | 49 | -7   |
| 10   | Independiente       | 36  | 33 | 7  | 15 | 11 | 30 | 40 | -10  |
| 11   | Once Deportivo      | 34  | 33 | 9  | 7  | 17 | 33 | 49 | -16  |
| 12   | Jocoro FC           | 32  | 33 | 8  | 8  | 17 | 42 | 51 | -9   |

| Légende : Qualifications et relégations | Légende : Qualifications et relégations                                       |
| --------------------------------------- | ----------------------------------------------------------------------------- |
|                                         | Ligue de la CONCACAF 2020                                                     |
|                                         | Barrage de relégation avec le champion de l'Apertura 2019 en Segunda División |
|                                         | C Vainqueur du tournoi Apertura P Promu de la saison 2018-2019                |

## Bilan du tournoi
| Tournoi d'ouverture du championnat de football du Salvador 2020 |                     |
| Champion                                                        | Titre non décerné   |
| Qualifications continentales                                    |                     |
| Ligue de la CONCACAF 2020                                       | Alianza FC          |
| Ligue de la CONCACAF 2020                                       | CD FAS              |
| Ligue de la CONCACAF 2020                                       | CD Municipal Limeño |

## Statistiques

### Buteurs
| Rang | Nom              | Équipe              | Buts |
| 1    | Diego Areco      | Jocoro FC           | 10   |
| 2    | Ricardo Ferreira | Santa Tecla FC      | 5    |
| 2    | Michell Mercado  | El Vencedor         | 5    |
| 2    | Edwin Sánchez    | CD Municipal Limeño | 5    |